# Archeologia gender
Archeologia gender, archeologia płci kulturowej – orientacja badawcza współczesnej archeologii, zajmująca się badaniem ról społecznych i kulturowych pełnionych przez kobiety i mężczyzn w dawnych społeczeństwach, na podstawie źródeł archeologicznych. 
Archeologia gender wyodrębniła się w latach osiemdziesiątych XX w., w krajach anglosaskich i skandynawskich, w reakcji na feministyczną krytykę tradycyjnej archeologii. Stoi na stanowisku, że płeć kulturowa jest jednym z zasadniczym kryteriów różnicującym jednostki, a archeologia dotychczas pomniejszała jej rolę, bądź też była nastawiona androcentrycznie.
Archeologia gender zajmowała się głównie określeniem relacji między płcią biologiczną, a płcią kulturową na podstawie znalezisk archeologicznych, czyli stwierdzeniem jakiego rodzaju artefakty łączą się z dającymi się zidentyfikować pod względem płciowym szczątkami ludzkimi (określaniem materialnych korelatów płci kulturowej). Innym obszarem zainteresowań było opisywaniem przemian ról męskich i kobiecych na podstawie źródeł archeologicznych, czy analiza roli kobiet w przemianach społecznych. Wiele prac ma też charakter metodologiczny – krytykując tradycyjną archeologię ze stanowiska archeologii postprocesualnej. 